# Кекушев Лев Миколайович
Кекушев Лев Миколайович (1862, Вільно — 1917, Москва) — російський архітектор, дизайнер і викладач зламу XIX-XX століть, представник стилю модерн (сецесія) у його високохудожньому варіанті.

## Родина батьків
Походив з дворянської родини. Батько, Микола Григорович Кекушев, був військовим і мав чин майора, з 1838 року служив у Павловському лейб-гвардії полку. Родина була небагатою, позаяк утримувалась на одну зарплатню батька. Мати була полькою католицького віросповідування. В родині було семеро дітей, шість братів і одна сестра. Лев Кекушев був третьою дитиною в родині.
Аби забезпечити фінансову незалежність дітей у майбутньому, батьки орієнтували їх на отримання стабільного фаху і освіти. Лев відрізнявся неприйняттям військової служби і муштри, тому обрав фах інженера і архітектора.

## Освіта
Аби швидше стати незалежним і отримати непоганий фах, Лев Кекушев влаштувався у Інститут громадянських інженерів у Петербурзі. Рішення було продиктоване художніми здібностями молодика та можливістю отримати фах лише за п'ять років. Той же фах архітектора у Імператорській академії мистецтв можна було отримати за довший термін.
Кекушев закінчив Інститут громадянських інженерів 31 травня 1888 року зі срібною медаллю за успіхи, отримав звання громадянського інженера і архітектора і дворянський чин Х класу. Він міг би працювати у Петербурзі, але випускник з дипломом вже 1890 року перебрався на працю у Москву.

## Підприємець Мамонтов і архітектор Кекушев
Як архітектор Лев Кекушев почав працювати помічником архітектора С. С. Ейбушица на побудові Центральних лазень. Стажування під керівництвом С. С. Ейбушица тривало чотири роки.
Архітектор-початківець виявив творчі здібності і був помічений першими впливовими меценатами-замовниками з родини купців Хлудових. Їх рекомендації сприяли отриманню замовлень від купецьких родин Прохорових, Лукутіних, Кузнецових, Найдьонових тощо.
Надзвичайно вдалим для архітектурної практики Лева Кекушева було знайомство із відомим московським меценатом і підприємцем Савою Мамонтовим, особою пристрасною і з помітним хистом до мистецтва у різних його проявах, серед котрих — опера і театр як такий, будівництво, живопис і кераміка.
Бізнесмен Мамонтов на той час опікувався будівництвом залізниць і залучив до проєктування залізничних вокзалів Лева Кекушева як архітектора. Співпраця була вдалою і Кекушев отримав рідкісний шанс створити різні варіанти вокзальних споруд для Вологодсько-Архангельської залізниці, вокзалів у Митищах і біля Сергіївського монастиря тощо. Серед споруд вздовж залізниці були вибудовані також водонагнітні вежі, паровозні депо, казарми, будинки для обслуги, лазні, склади — всі за проєктами Кекушева. Більшість споруд господарського призначення була виконана із дерева, звичного для Росії будівельного матеріалу (низка цих споруд не збереглася і відома лише за старими фото).
Кекушев отримав не тільки замовлення на типові і побутові споруди. Мамонтов доручив йому проєкт виставкового павільйону «Крайня Північ» для ярмарку у Нижньому Новгороді, чим міг би пишатися кожний тодішній архітектор.

## Комплекс готеля «Метрополь»

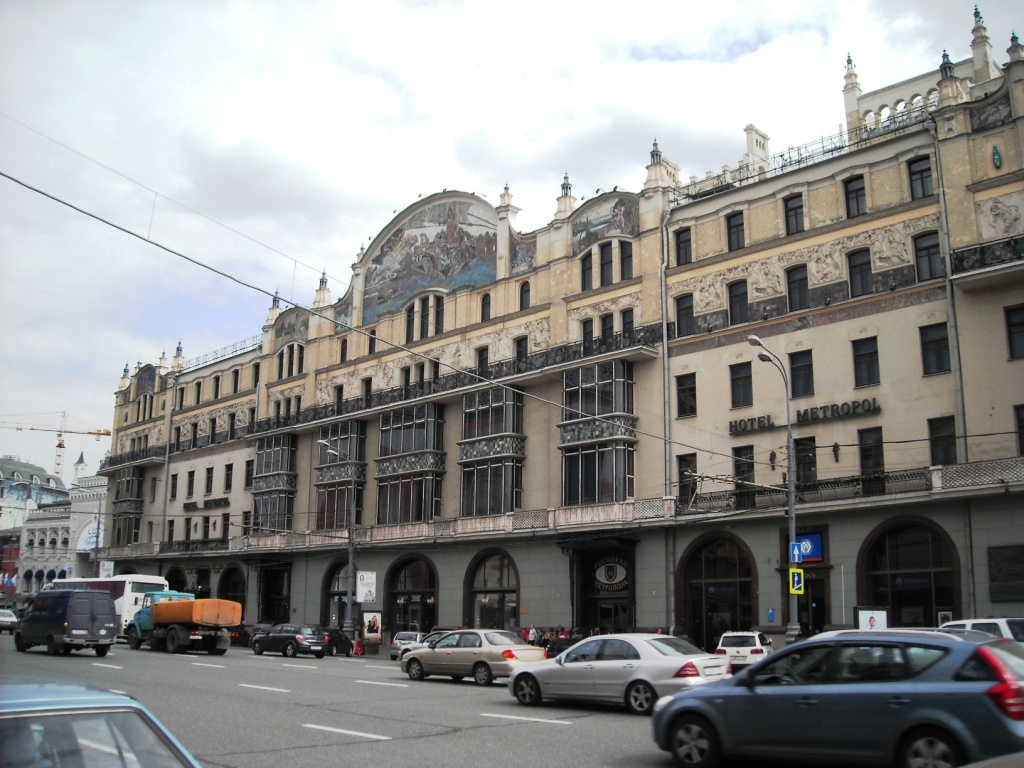
Готель «Метрополь», Москва, фото 2010 року.

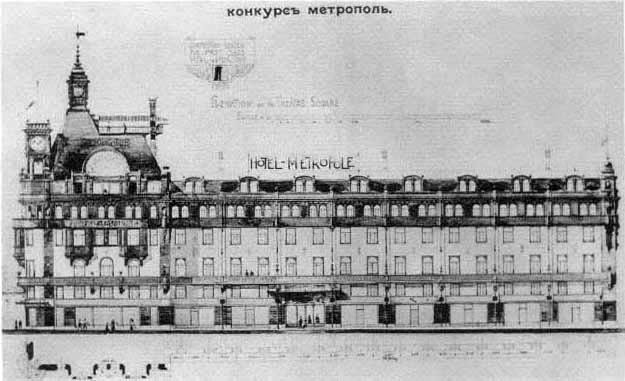
Арх. Вільям Велкот. Проєкт фасаду для готельного комплекса «Метрополь». 1899 р.

Захоплення і гіркота були пов'язані у архітектора із проєктом і будівництвом готелю «Метрополь» у Москві. Про замову для Кекушева попіклувався підприємець Сава Мамонтов.
Це був культурний центр новітнього типу з готелем, декількома залами для виставок, зимовим садом, ресторанами і залами для танців, крамницями тощо. Завзятий театрал, Сава Мамонтов запланував у новітньому готельному комплексі і театр у Москві з шістьма ярусами лож трохи більшим за оперний театр у місті Відень. Контракт на споруду був підписаний з архітектором від імені Санкт-Петербурзького страхового товариства с Московським Північним будівельним товариством, керівником котрого на той час був Сава Мамонтов.
Пристрасного Мамонтова не задовольнив кекушевський проєкт фасаду готельно-культурного комплексу і він започаткував новий міжнародний архітектурний конкурс фасадів у січні 1899 року. Газета «Новости дня» від 24 грудня 1898 року сповіщала: 
| Архітектор Л. М. Кекушев та інженер С.П. Чоколов днями відбули за кордон для огляду у Відні, Берліні, Парижі і Лондоні великих готелів, аби виробити остаточний план перебудови готелю «Метрополь» та створення в ньому великого театру з використанням усіх новітніх досягнень, що вже існують у Західній Європі. |
Захоплені новим архітектурним проєктом керівники будівництва прогавили знак біди. Мільйонер Сава Мамонтов, ініціативний і вдалий у бізнесі, давно муляв очі впливовим конкурентам і заздрісникам з російського уряду. Не став і не був Сава Мамонтов (походив з родини старообрядців) своїм і для дворянської верхівки та царату. З формального привіду перерозходу грошей Мамонтова арештували, і аби болісно зганьбити, пішки вели до Таганської тюрми вулицями Москви, жадібної до скандалів і пліток.
Ніякі засоби захисту бізнесмена не спрацювали, хоча прихильники мецената і неагресивного у побуті Мамонтова звертались навіть до царя Миколи II. Слідство і суд тривали один рік, суд виніс вирок про невинуватість. Але було зроблено усе, аби спотворити його авторитет як бізнесмена і провели справу банкрутства. Прозорості у справі не було…
Постраждалим був і архітектор Кекушев. Його відсторонили від будівництва, котре продовжували по його ж проєкту… інші архітектори.

## Комплекс готелю «Метрополь», галерея фото

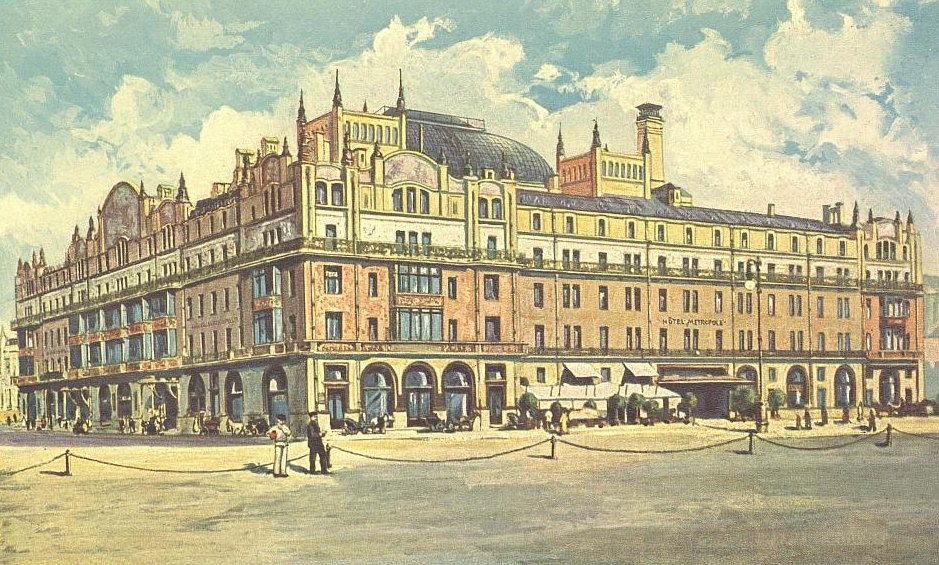
Старовинна поштівка з фото готельного комплексу. Друкарня товариства скоропечатні Левенсон, 1905 р.
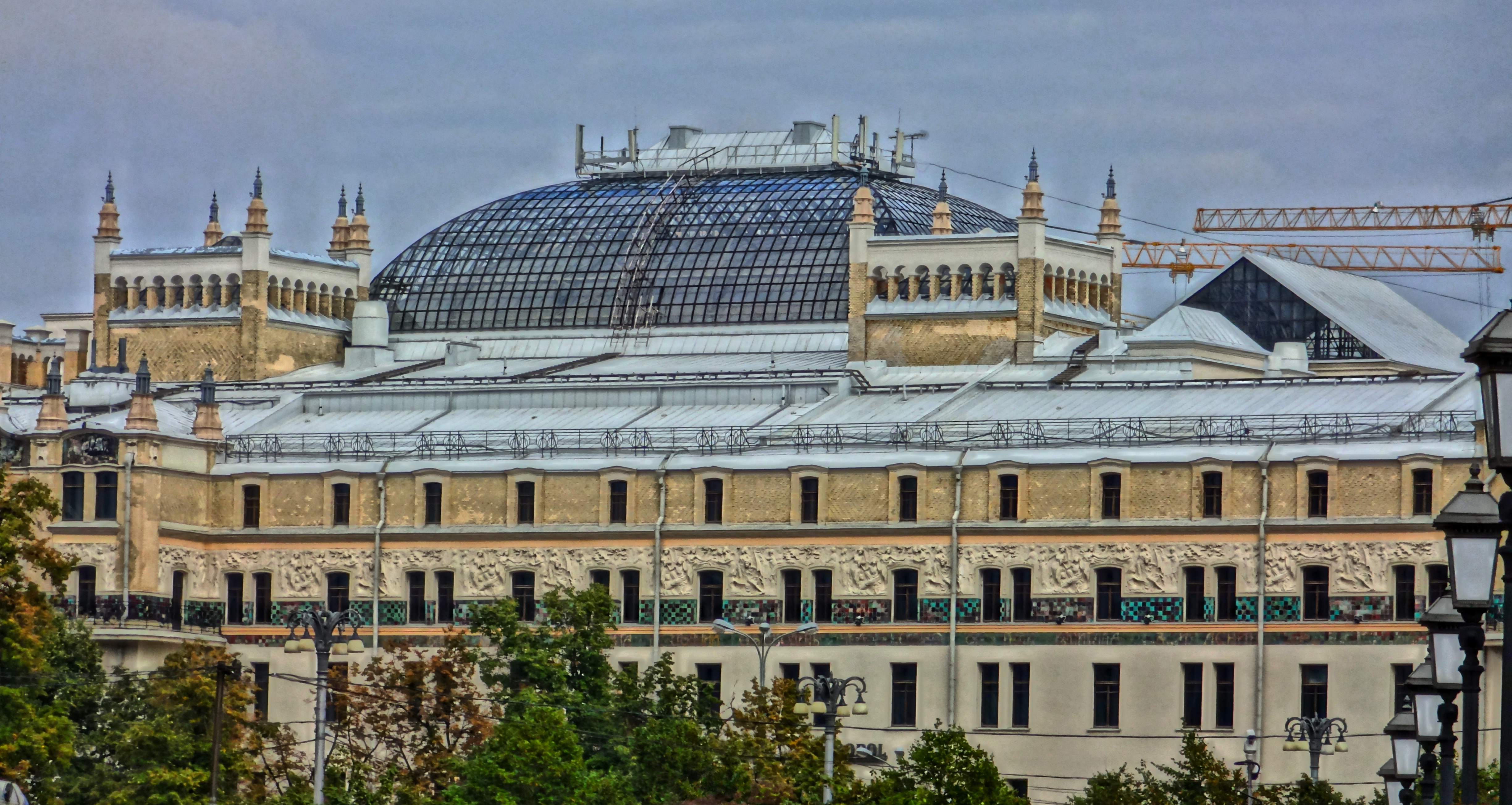
Фасад від Історичного музею в Москві
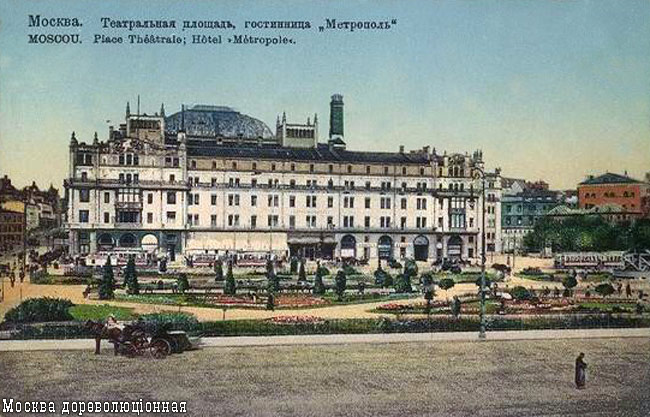
Комплекс готеля «Метрополь», Театральна площа, стара поштівка, до 1917 р.
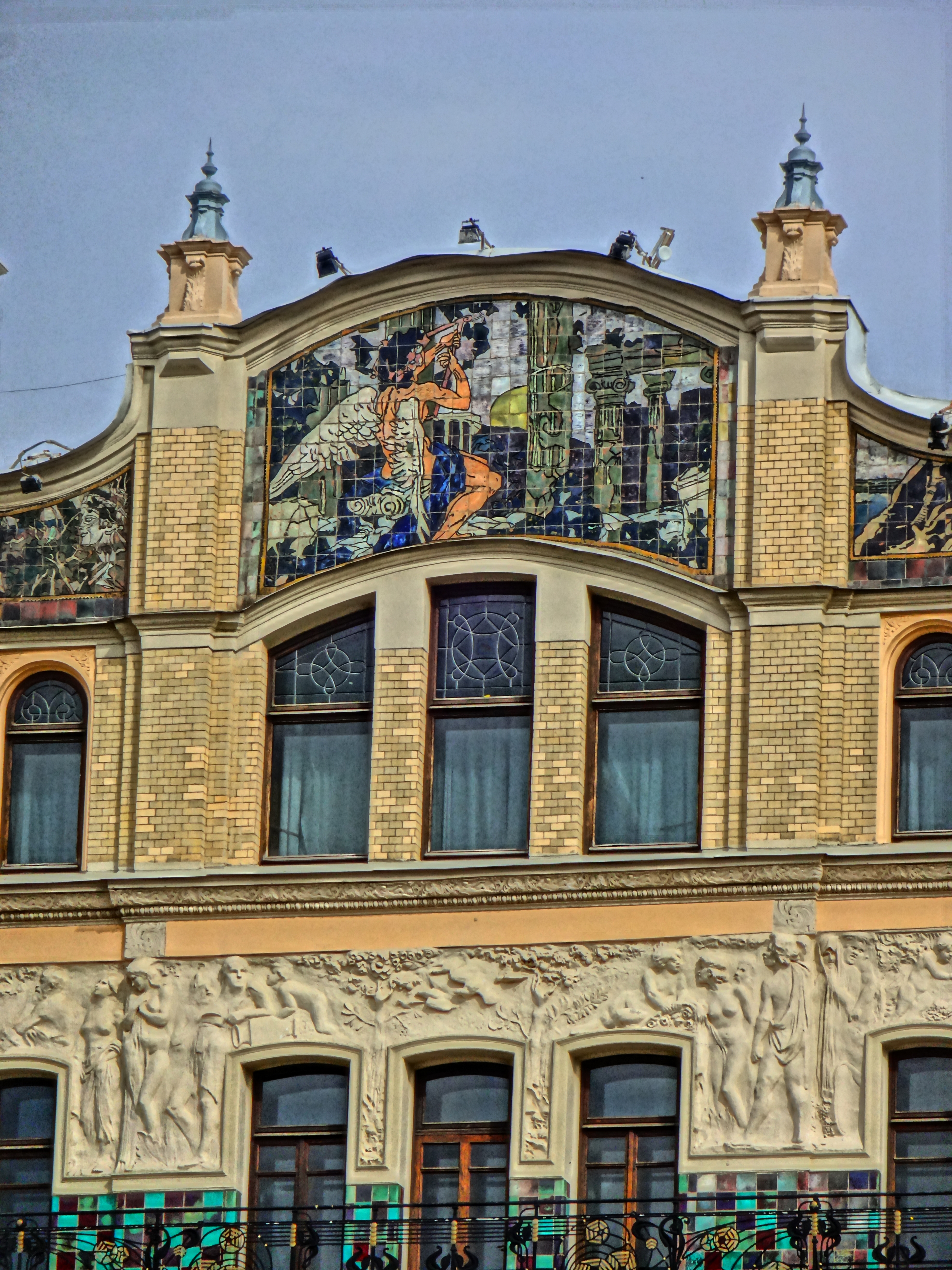
Панно з кольорових кахлів, готель «Метрополь»
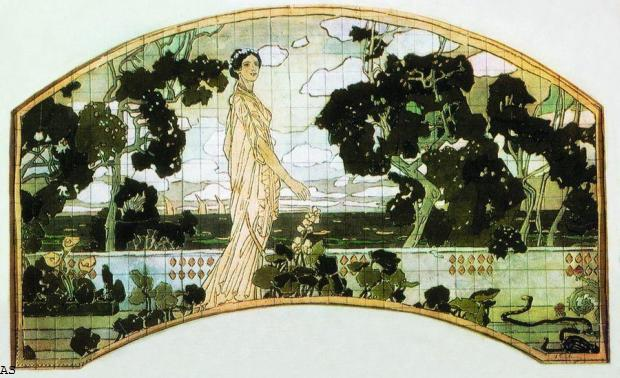
Худ Головін О. Я. Ескіз декоративного панно для фасаду «Метрополя», 1898 р.
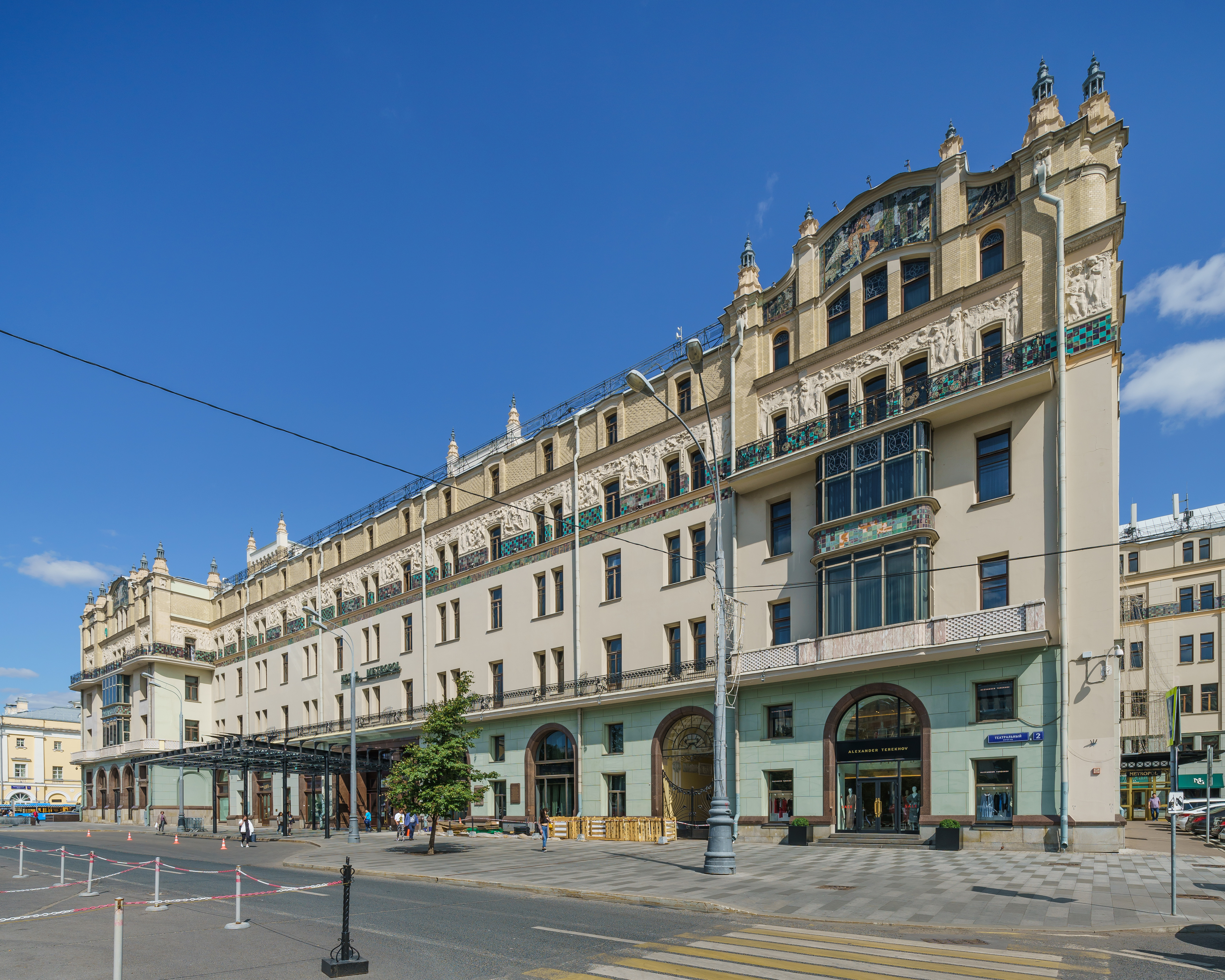
Готельний комплекс з кута

## Палацові особняки

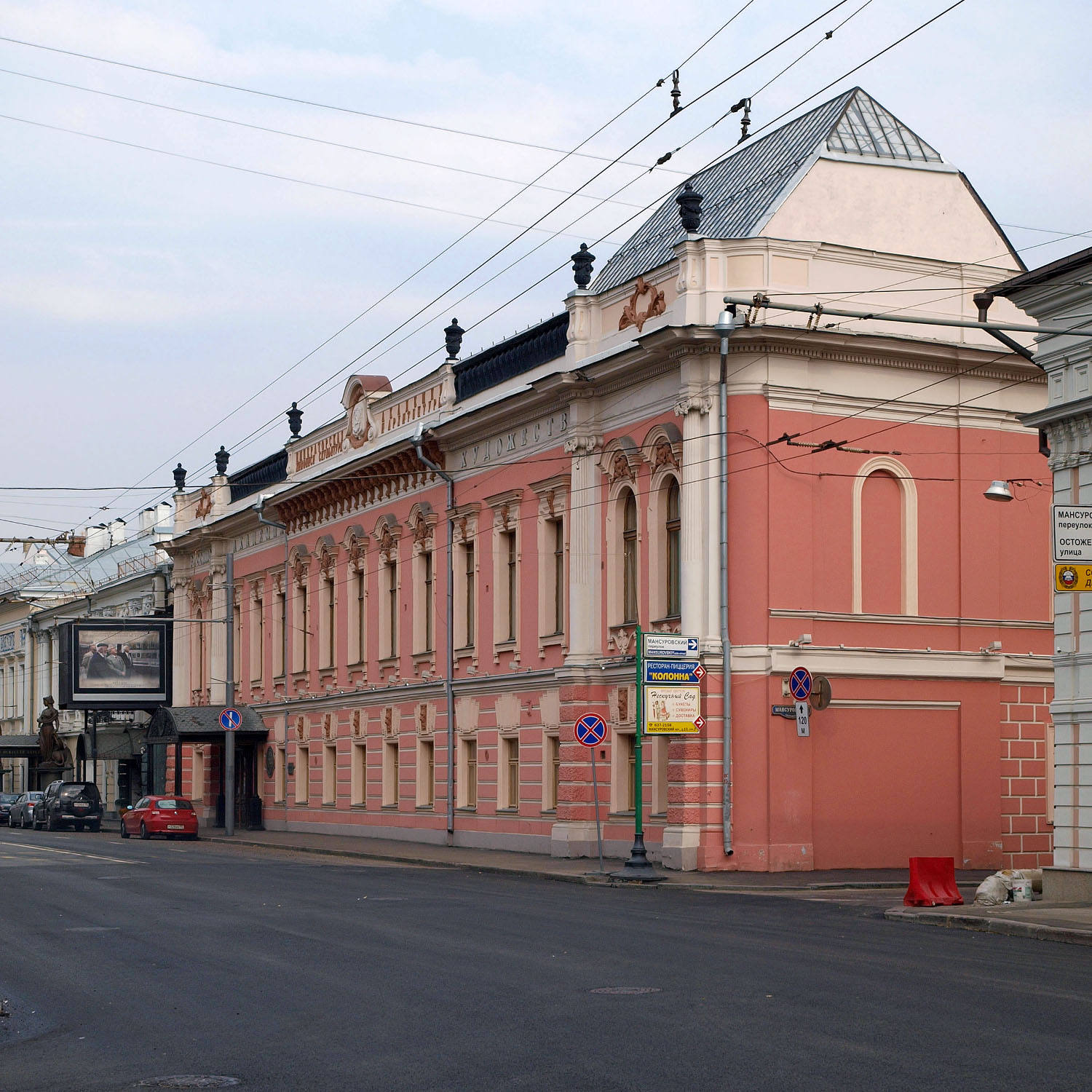
Колишній палац Івана Морозова, Москва, вул Пречістенка, фото 2008 р.

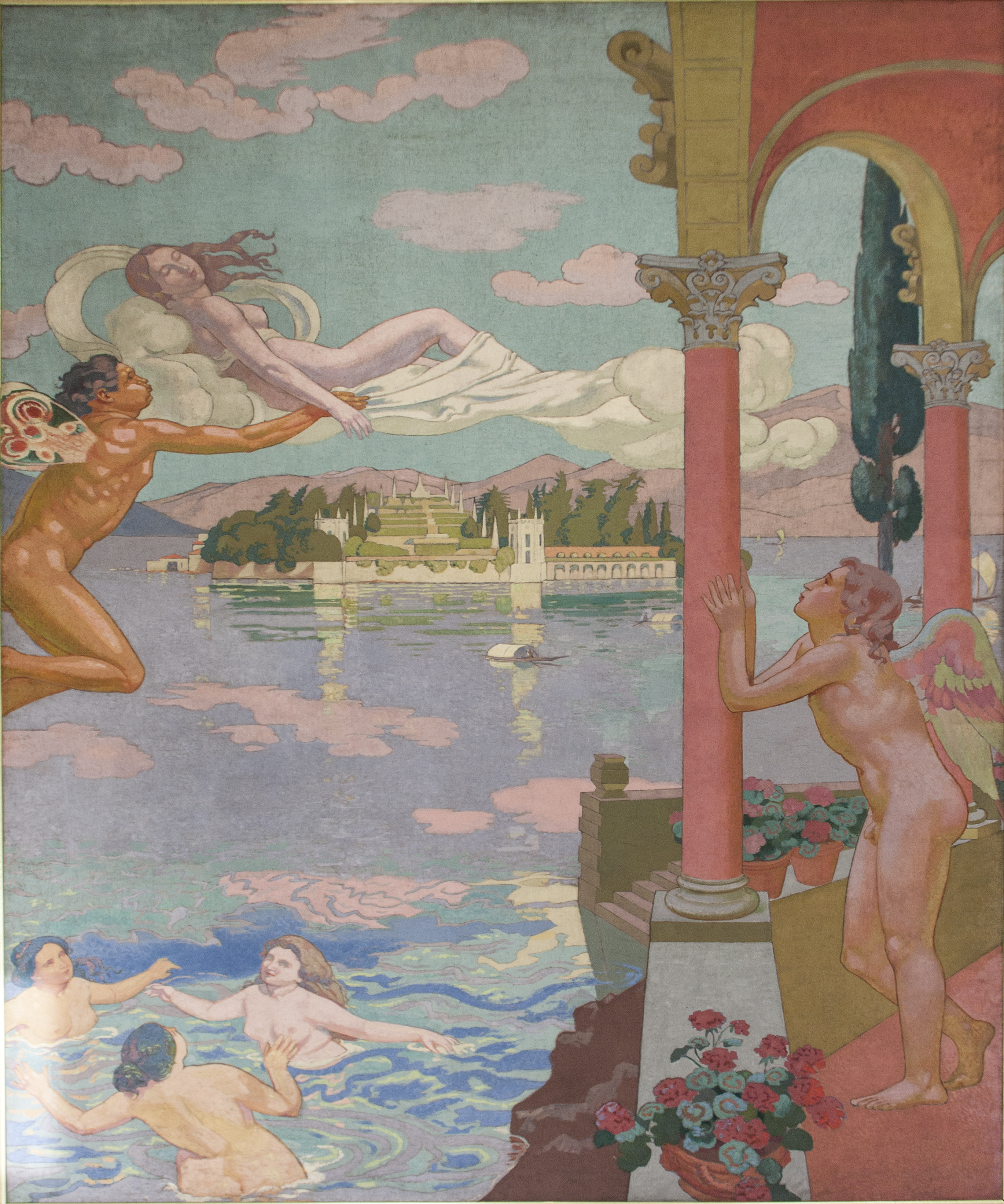
Моріс Дені. «Вітрець Зефір переносить зачаровану Психею за наказом Амура, ховаючи її від гніву Венери», декоративне панно для Білої зали маєтку Морозова у Москві 1907 року, нині Ермітаж.

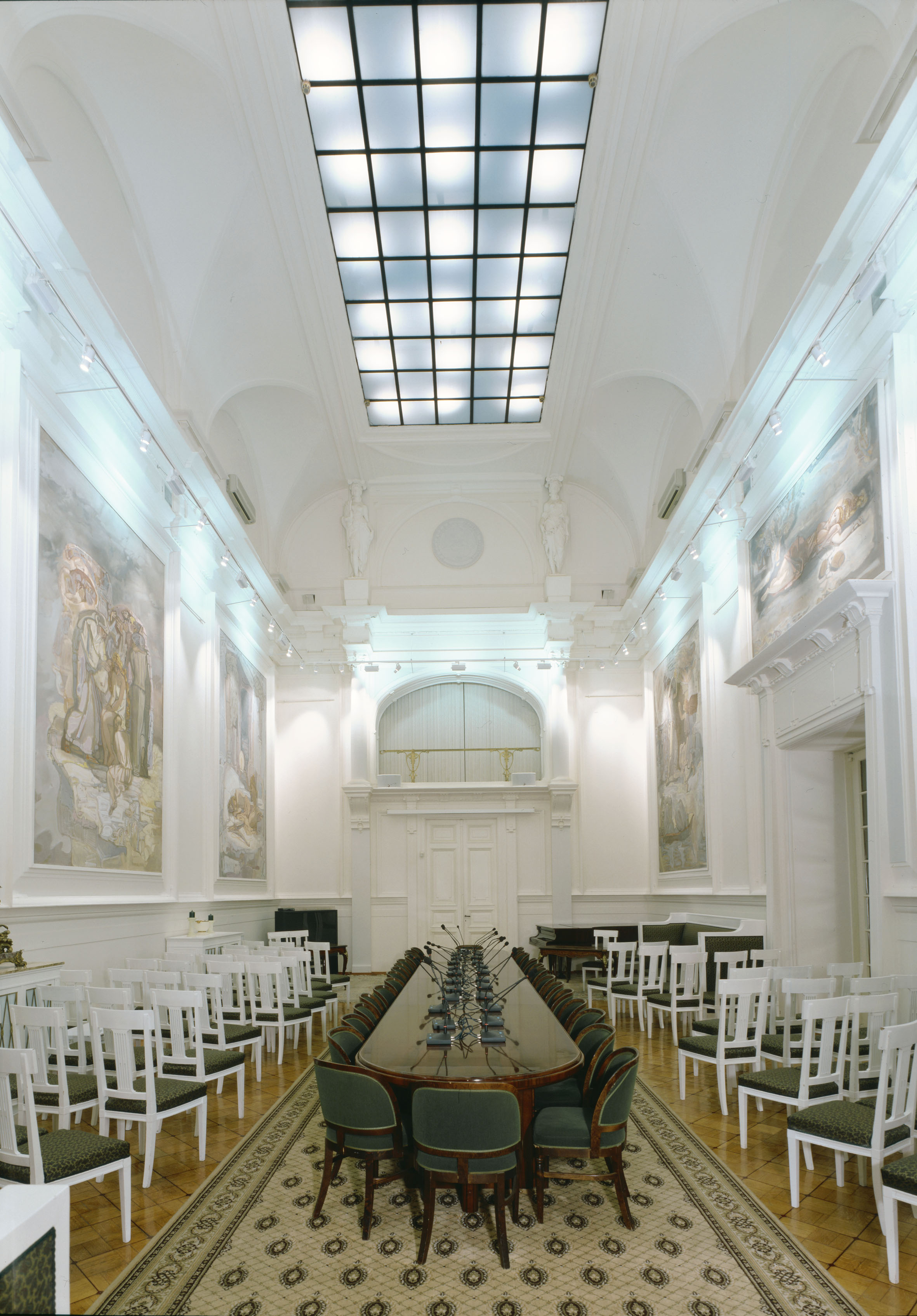
Зала засідань Російської академії мистецтв, колишняй Музичний салон палацу Івана Морозова, де стіни прикрашали панно Моріса Дені. Фото 2011 р.

Чільне місце в архітектурному доробку архітектора посідали проєкти особняків Москви. Нова генерація багатіїв намагалась швидко дотягнутись до європейського рівню комфорту, тому вільні кошти охоче витрачала на побудову власних помешкань палацового типу. Смаки цих осіб формувала сучасна їм забудова європейських столиць та відвідини Риги, Берліна, Монте-Карло, Парижа чи європейських курортних містечок.
Серед споруд, створених у цей період архітектором Кекушевим — маєток для садиби Грачова у Ховріно (передмісті Москви), де за побажанням володаря відтворили фасади споруди Казіно у Монте-Карло.

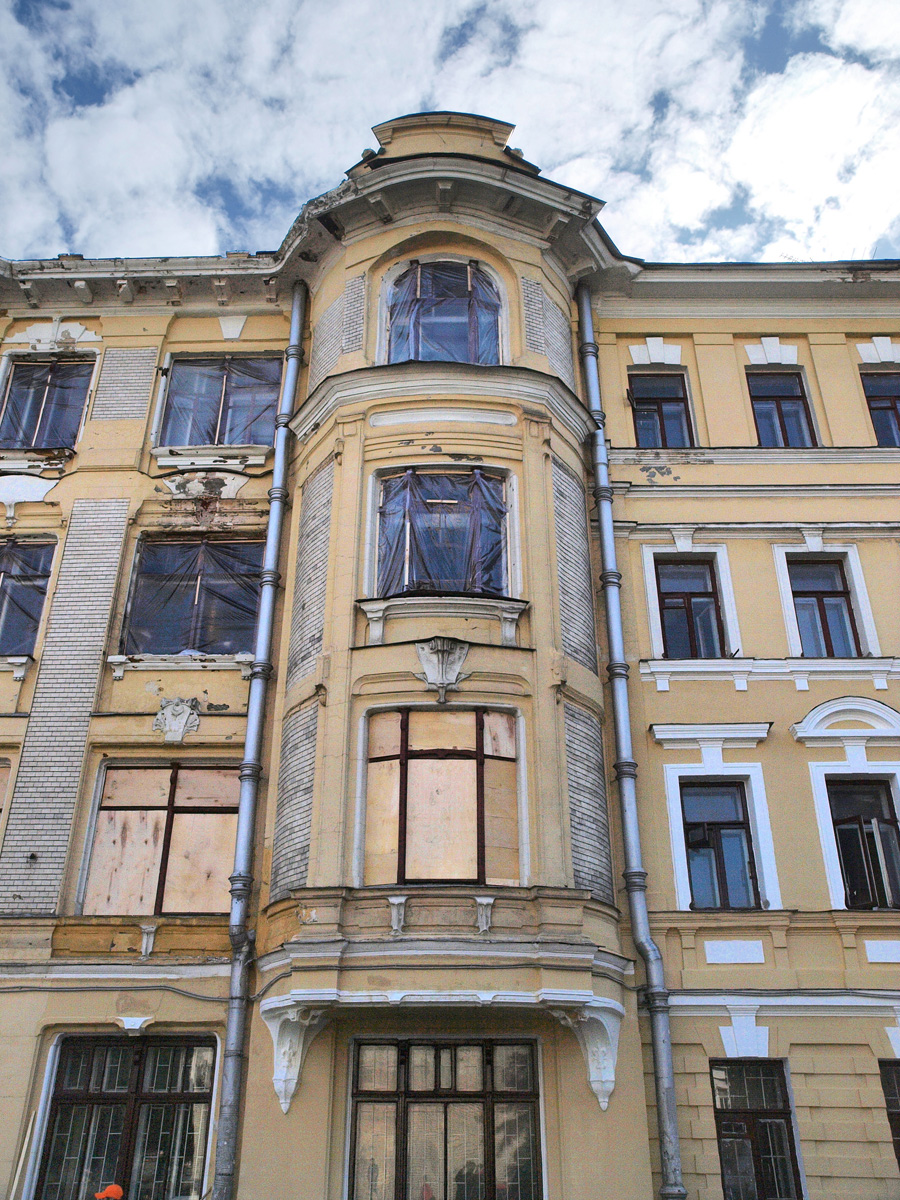
Кекушев Л.М. Прибутковий будинок Бикова, Москва.
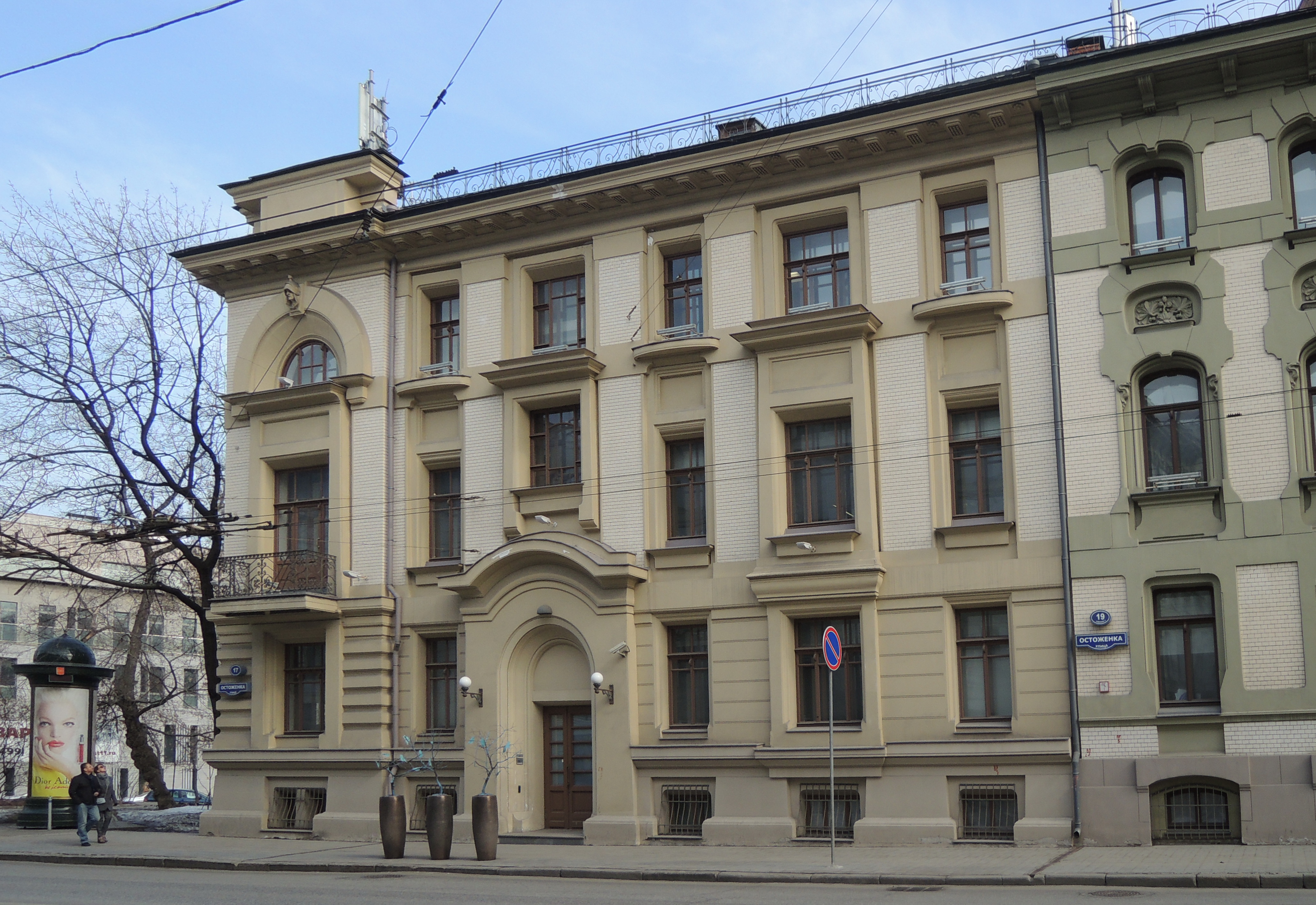
Кекушев Л.М. Прибутковий будинок Грязнова, Москва.
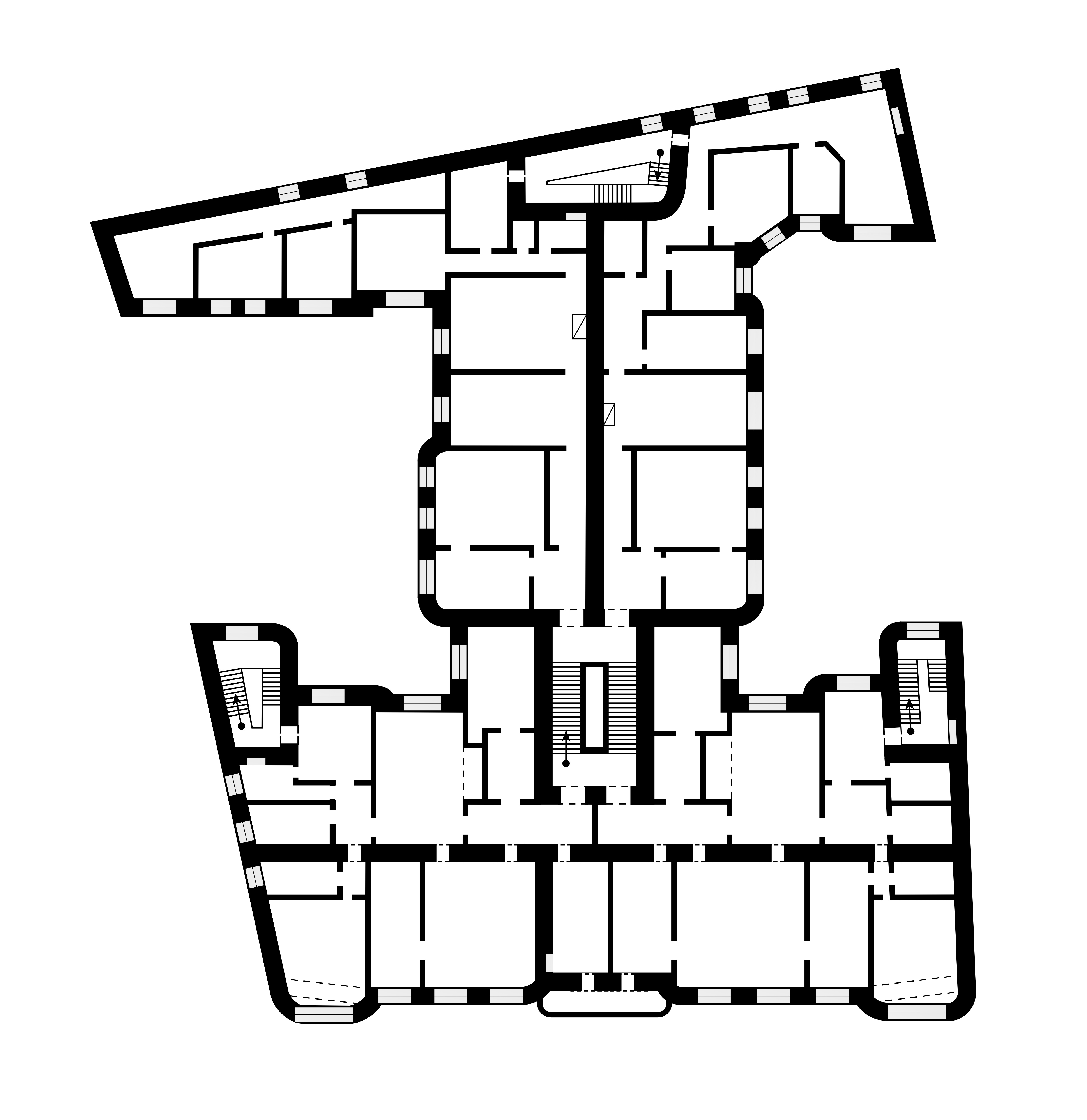
Кекушев Л.М. Прибутковий будинок Ісакова, поземний план.
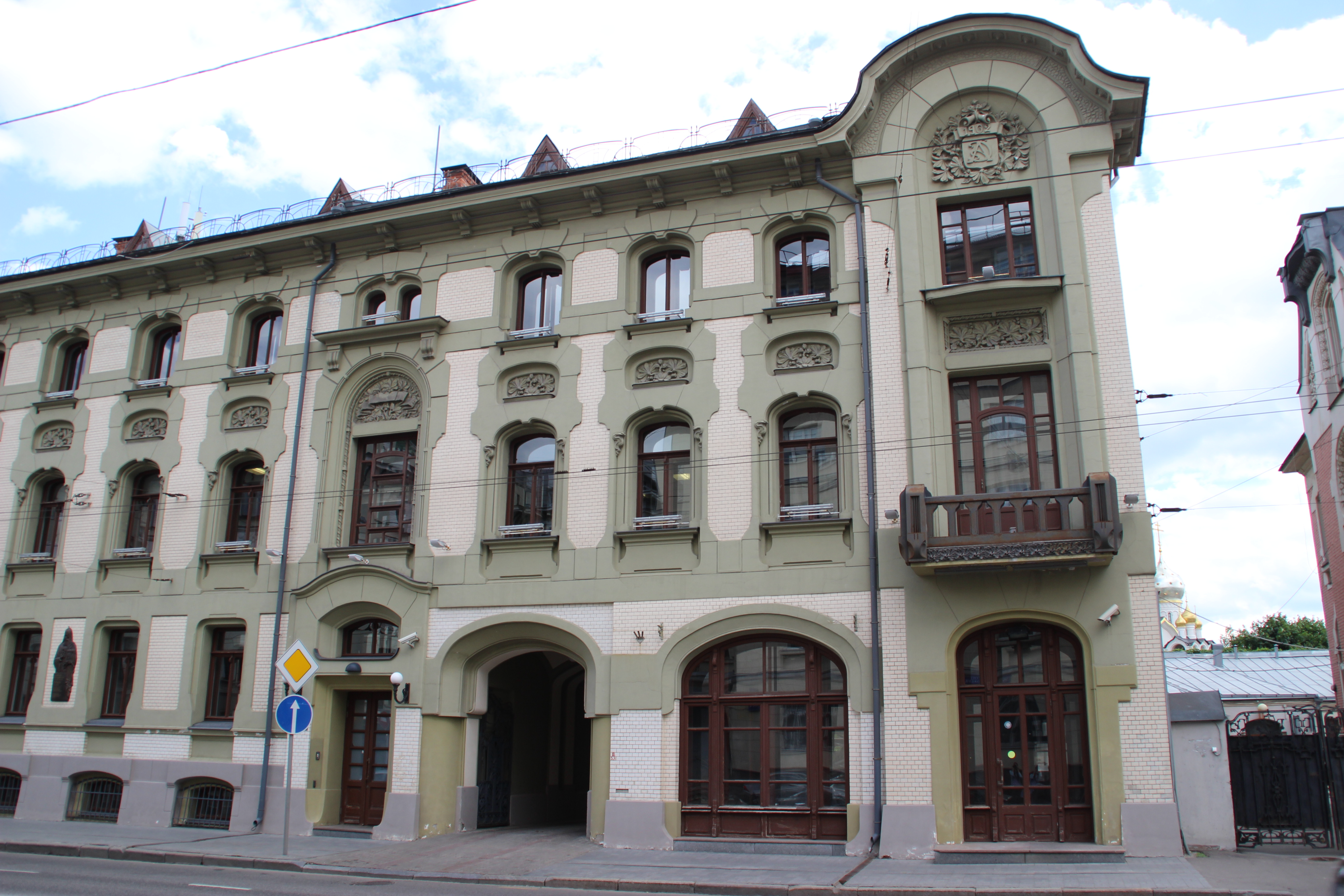
Кекушев Л.М. Прибутковий будинок дружини архітектора, Москва.
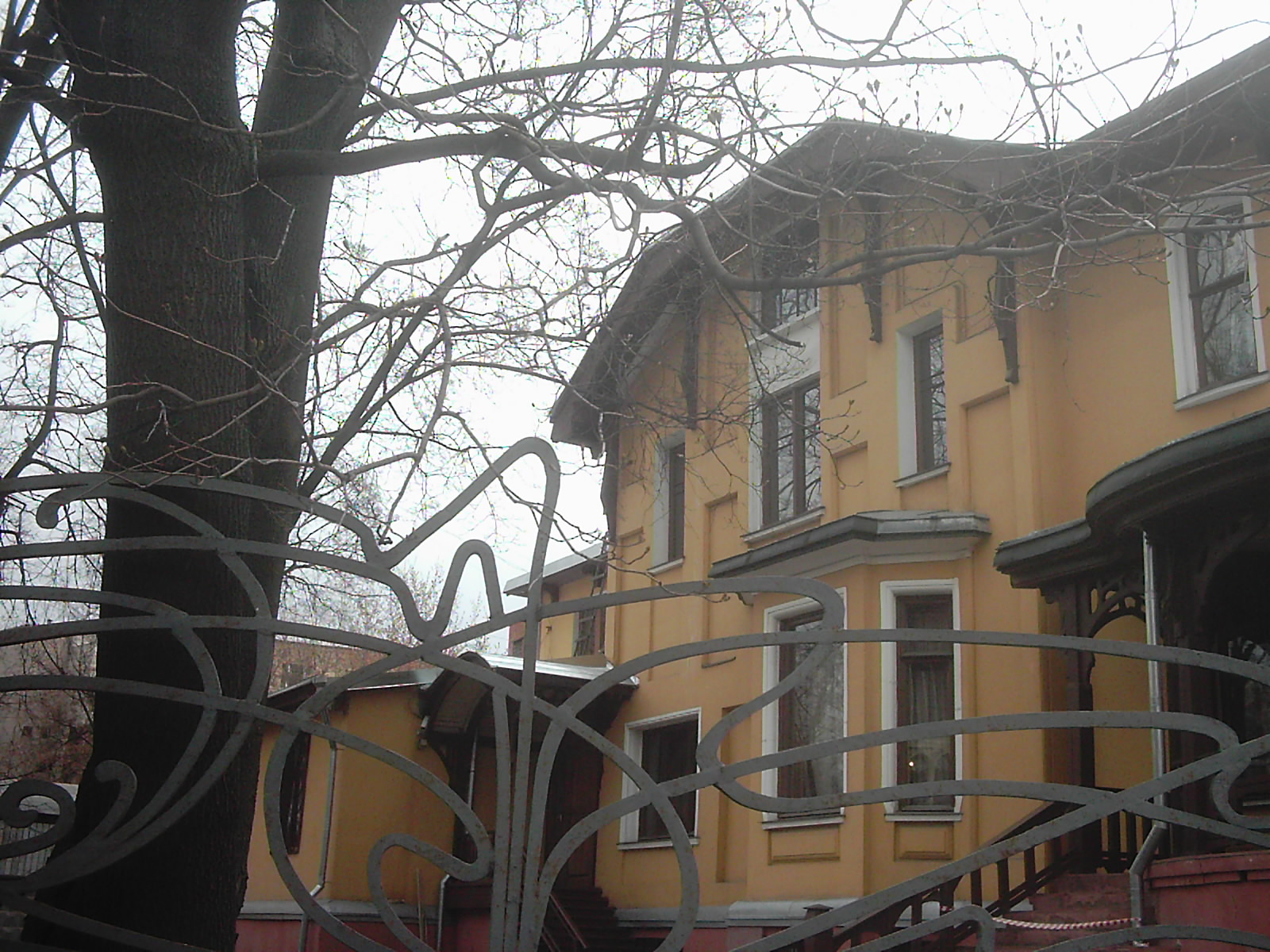
Кекушев Л.М. Садиба купця Носова у Москві
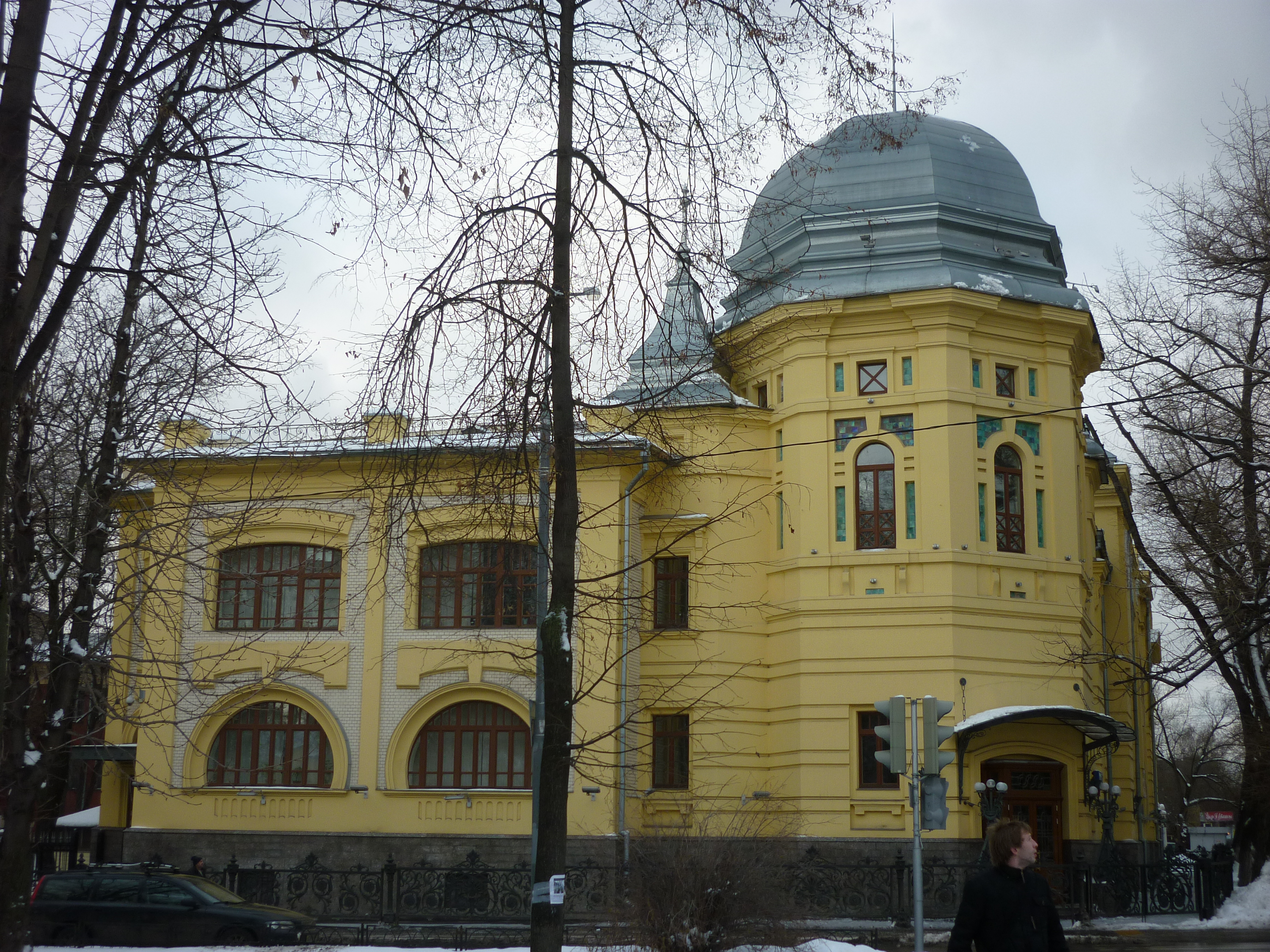
Кекушев Л.М. Ресторан «Ельдорадо» у Москву.
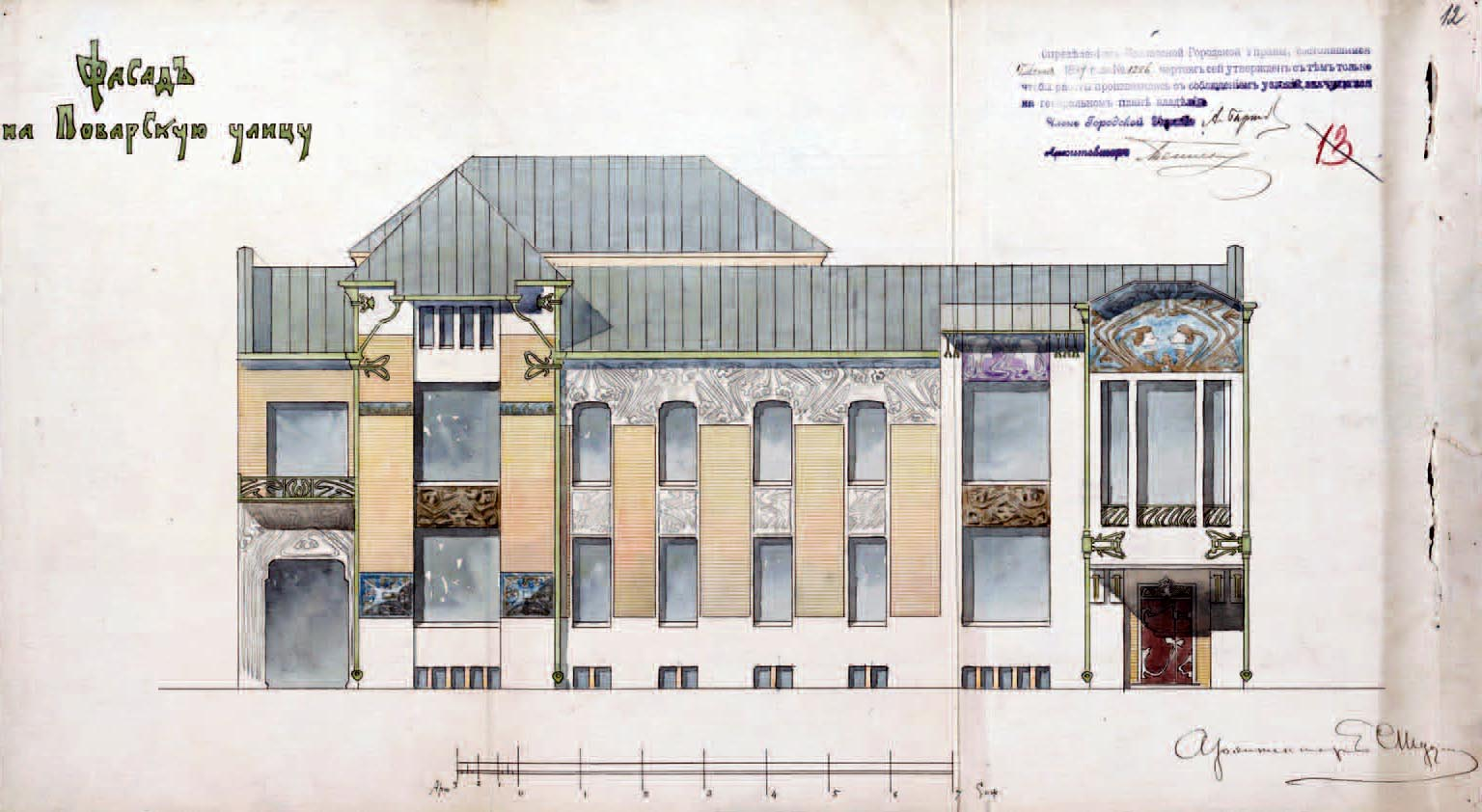
Кекушев Л.М. Проєкт фасаду для будинку Саарбекова, Москва, не здійснено.
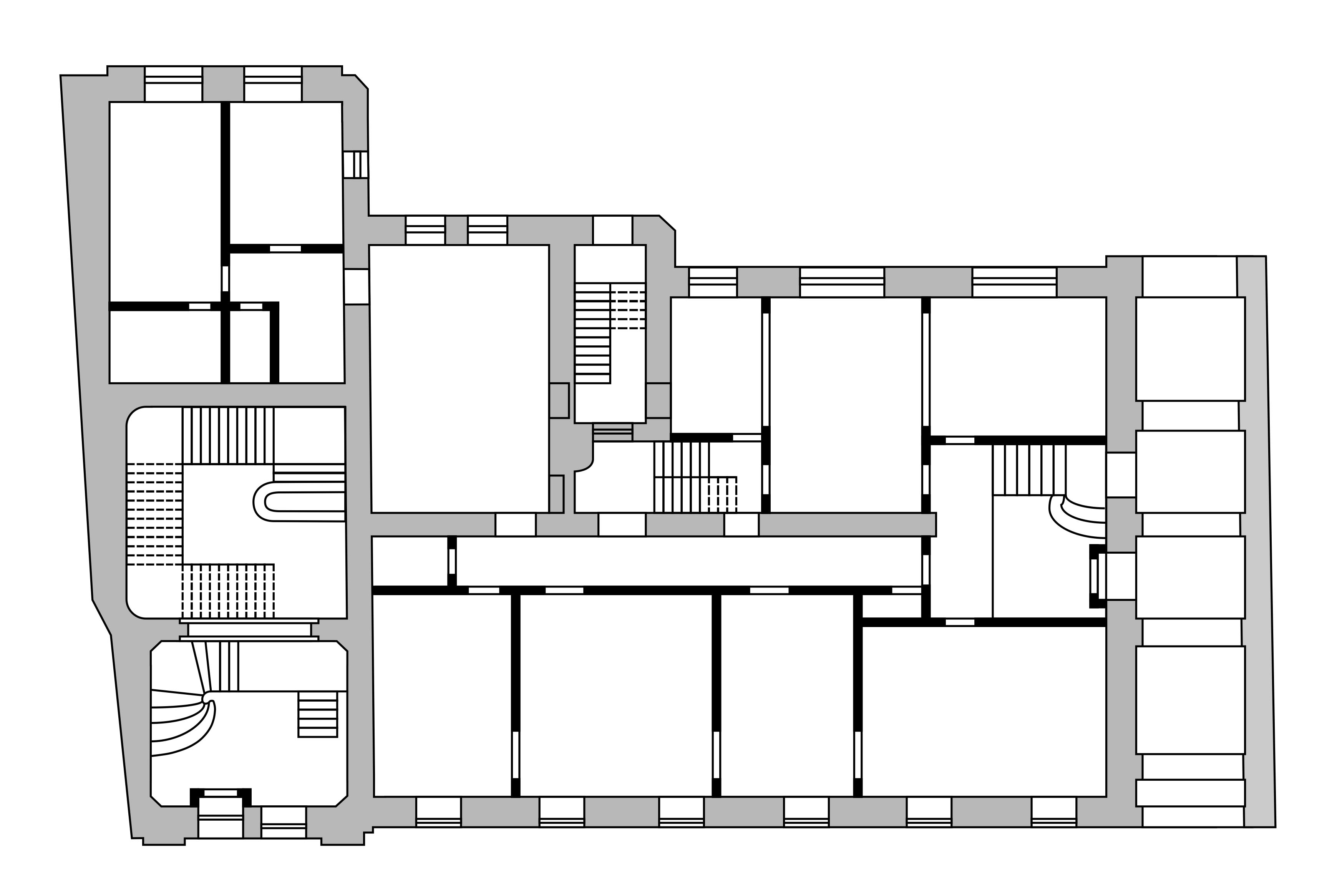
Кекушев Л.М. Поземний план будинку Саарбекова.

Новим для російської архітектури було використання декору французького ренесанса, французького середньовіччя і ордерної архітектури у вільній, неканонічній суміші. Кекушав взагалі тяжів до використання важкуватих і приземкуватих споруд з фахово проробленими, але важкими за формами деталями. Споруди з асиметричним розташуванням об'ємів завершували заокруглені фронтони з карнизами, скульптурами та куполами. Помітною частою деталлю архітектурного декору Кекушева було використання фігури лева або левиних масок, що почали сприймати як зашифрований підпис архітектора на самій будівлі. Фігура лева у повний зріст прикрашала і власний будинок архітектора (нині відсутня, бо була поруйнована).
Серед цікавих для архітектора замов була перебудова палацового маєтку Морозова на вулиці Пречистенка. При роботі над об'єктом архітектор Кекушев стикнувся із творчістю французького художника-декоратора М. Дені. Саме для цього помешкання Моріс Дені (1870—1943) створив цикл декоративних панно «Історія Психеї» для Білої зали (створеної Кекушевим), зразком новітнього декору французького зразка у Москві. Чужинське і господське майно колишнього фабриканта не було потрібним у комуністичній Москві і на новому етапі свого існування ансамбль історичного інтер'єра був порушений, а картини декоративного циклу М. Дені передані до сховищ Ермітажу…

## Архітектор Кекушев і ужиткове мистецтво
За спогадами рідних, Кекушев прокидався о шостій годині ранку і працював у власному кабінеті, де не заважав сам нікому і ніхто не заважав йому. Він бував за кордоном і мав можливість порівнювати власні враження від споруд і містобудівних ситуацій західноєвропейських столиць. Відомо, що він полюбляв Прагу і стверджував, що вона помітно красивіша за захвалений Париж.
В активній і творчій діяльності Лев Кекушев витримував порівняння як з архітекторами Росії, так і творчим велетнем, бельгійцем Віктором Орта. Кекушев створив чимало проєктів для виробів з заліза, для декоративних ґрат, в чому практично зрівнявся з Віктором Орта, хоча використовував іншу орнаментику. Архітектор вдало використовував скульптурні деталі і окремі скульптури, роками працював із московською бронзо-цинково-ливарною майстернею і майстернею декоративної скульптури В. Гладкова та В. Козлова, що запрацювала з 1872 року. Архітектор брав участь у архітектурних конкурсах і отримував премії за власні проєкти.
В творчому доробку Лева Кекушева — плакати, малюнки тощо. Він був серед яскравих викладачів Строгановського художнього училища.

## Темперамент
Виявилось, що архітектор Кекушев був пристрасною особою і в архітектурі. Він часто захоплювався новим проєктом, починав робити нові варіанти, потім швидко намагався реалізувати нові проробки практично, що призводило до перевищення кошторису. Зайві витрати грошей не могли задовольняти замовників.
Тоді запальний Кекушев починав витрачати власні гроші на реалізацію власних задумів, чого майже ніхто із архітекторів не робив. Фінансово успішний у зрілому віці архітектор почав бідніти і згодом став боржником.

## Власний будинок
Фінансово успішний на зламі 19-20 ст. архітектор придбав дві земельні ділянки, де вибудував власні домівки. Особливо майстерним був маєток архітектора на вулиці Остоженка, але власником споруди офіційно була дружина митця. Це був проєкт 1899 року по замові «Північного будівельного товариства», призначений для реалізації на центральній вулиці Москви — Тверській. Через навмисно підстроєне банкрутство Сави Мамонтова проєкт не був реалізований на призначеному місці і був використаний Кекушевим для власного маєтку.
Будинок родини архітектора нагадував середньовічний замок грою об'ємів, асиметричним розташуванням мас, гранчастою вежею-донжоном, увінчаною дахом-шатро. Реалізовану споруду власного будинку архітектора вже тоді сприймали вдалим і успішно реалізованим проєктом Кекушева.
Подбав архітектор і про декор інтер'єрів, майстром котрого він зарекомендував себе і на інших об'єктах.

## Власна родина і розрив із дружиною

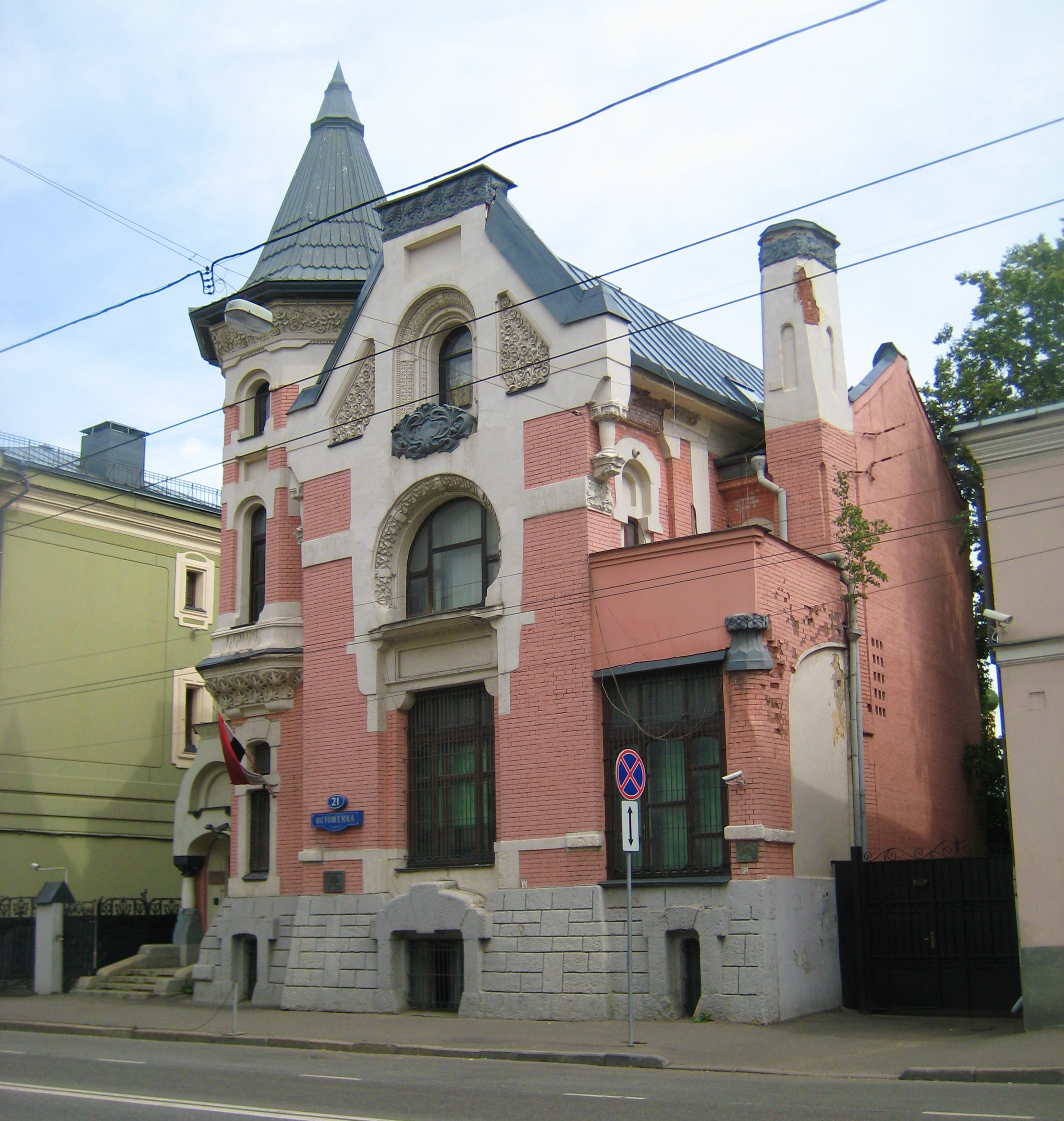
Особняк родини Кекушевих, Москва.

За сучасною уявою Лев Кекушев вперше одружився пізно, у 35 років. Лише в цьому віці він досяг фінансового успіху. Його нареченою стала донька штабс-капітана у відставці Болотова Анна Іонівна 19 років. Вона походила з міста Кременчуг тодішньої Полтавської губернії. Розрив у віці між чоловіком і нареченою був звичним для переломних періодів, коли чоловіки пізно досягали фінансової незалежності чи багатства і нарешті дозволяли собі родину і можливість мати дітей.
Вінчання відбулося у московській церкві Козьми і Даміана, що стояла тоді на Тверській вулиці. В родині архітектора народились син Микола, донька Тетяна, донька Катерина. 1906 року молода дружина Кекушева закохалася у співпрацівника архітектурної майстерні Кекушева. Вразливий і виснажений напруженою працею Кекушев покинув родину і наважився на розрив із дружиною. Він також залишив матері з дітьми маєток з комплексом господарських служб і нерухомим майном (всі меблі за власними ескізами і всі побутові речі). Сам перебрався жити на якусь квартиру.
У психічному стані архітектора відбувся надлом, його архітектурна практика почала сходити нанівець. 1909 року колишня дружина архітектора, що не мала прибутків, продала їх колишній родинний будинок. Це зробило неможливим ні повернення архітектора у родину, ні спробу продовжити життя у маєтку, котрий він вибудував.
Дослідники пишуть про темний період життя архітектора у останні роки. Були чутки, що він помер чи то у 1913, чи то після 1914 р. Але у періодичних виданнях того часу нема некролога на його смерть, що видається неможливим, якщо би помер і його смерть не була поміченою архітектурним товариством. Ще більше незрозумілого із його психічним станом, хоча підозри у тяжкій депресії мають логічні ґрунти. Тривалий час були підозри у психічній нестабільності Лева Кекушева, що привели його до лікарні… Ми вимушені рахуватися із свідоцтвом доньки архітектора, за котрим він помер 1917 року, хоча і вона могла щось приховувати.

## Хвороба і смерть
До останніх років не всі сторінки і факти життя Лева Кекушева були відомі достеменно. За свідоцтвом молодшої доньки архітектора, він помер у лікарні 1917 року і був похований на якомусь цвинтарі у Москві. Розшуки його могили не мали успіху.

## Галерея

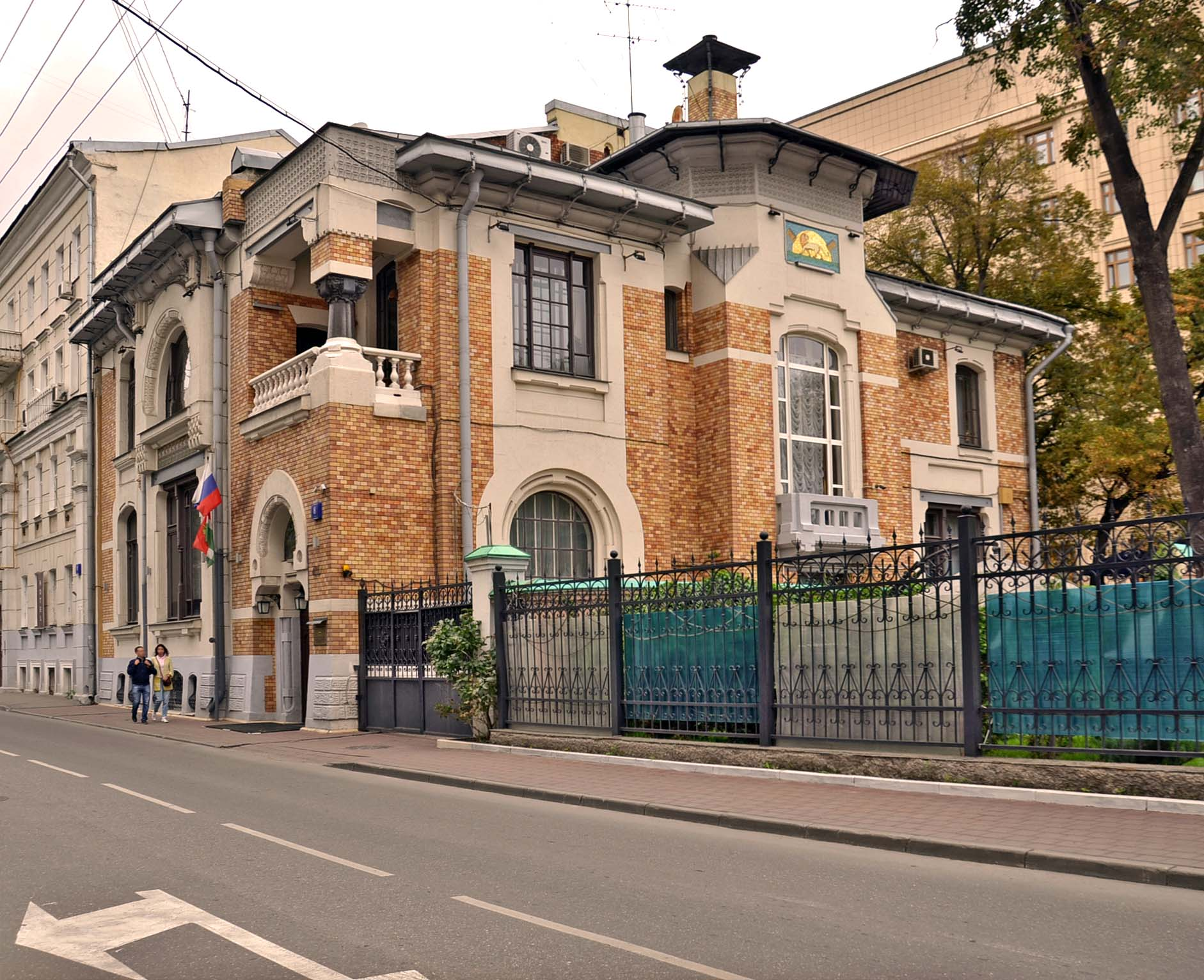
Л. М. Кекушев. Будинок промисловця Отто Ліcта. 1899 р.

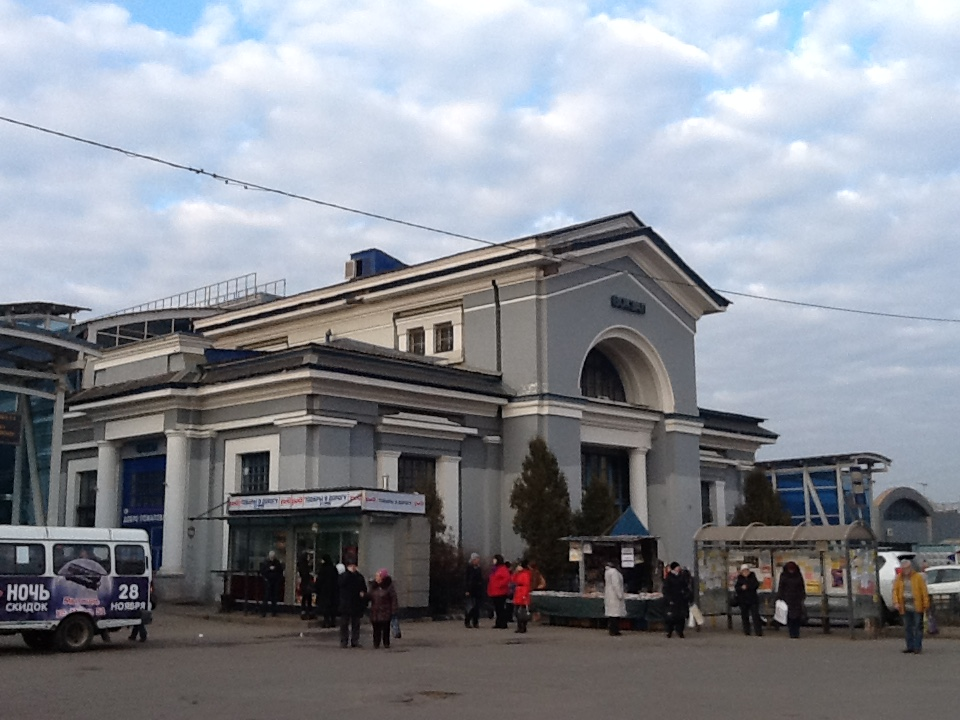
Л.М. Кекушев. Залізничний вокзал, Митіщі, фото 2014 р.
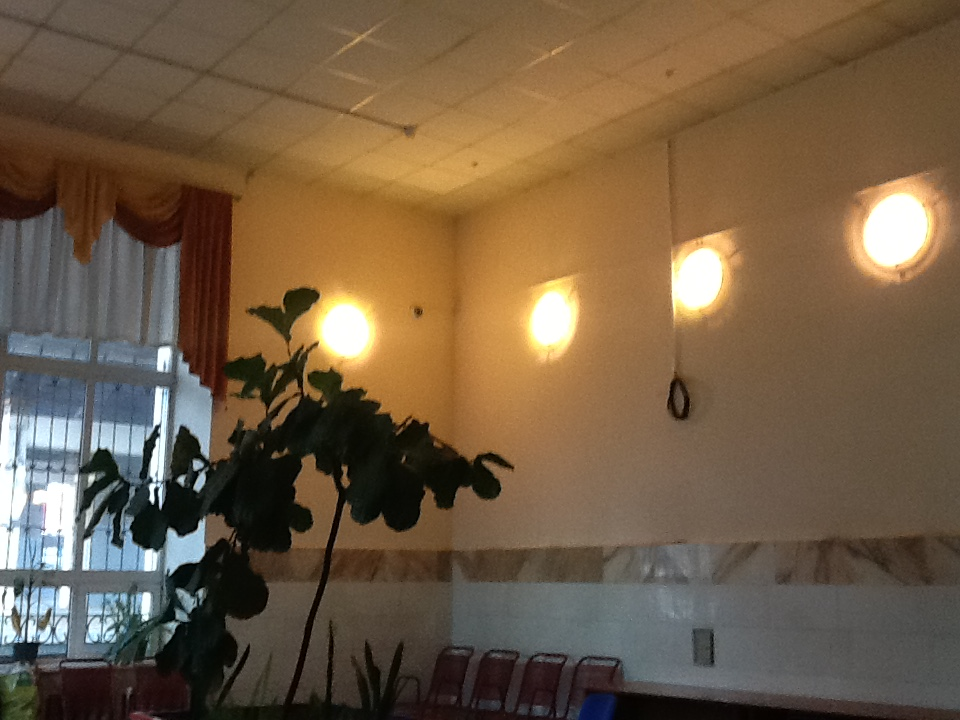
Л.М. Кекушев. Залізничний вокзал (інтер'єр), Митіщі, фото 2014 р.
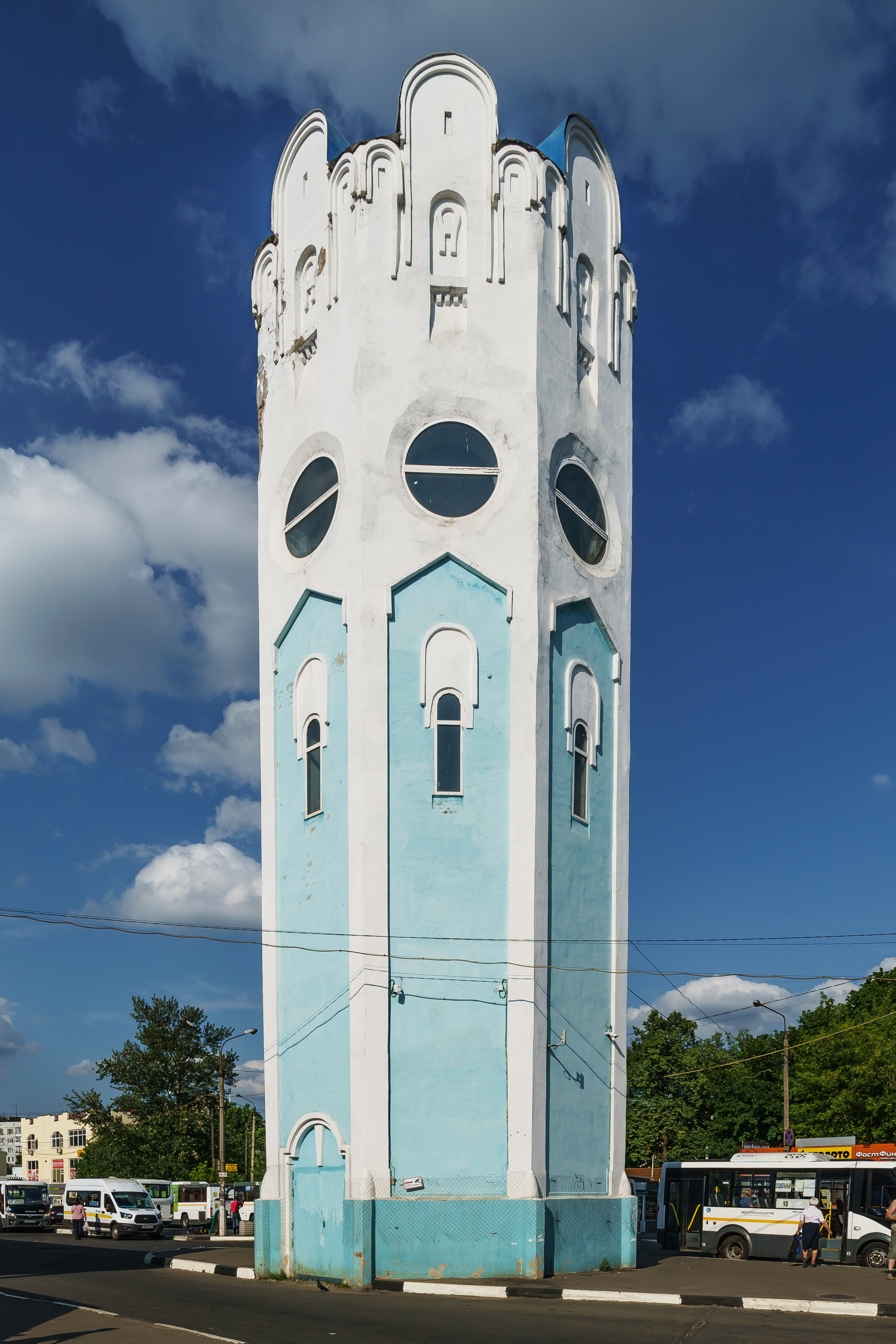
Л.М. Кекушев. Водонагнітна вежа, фото 2014 р.
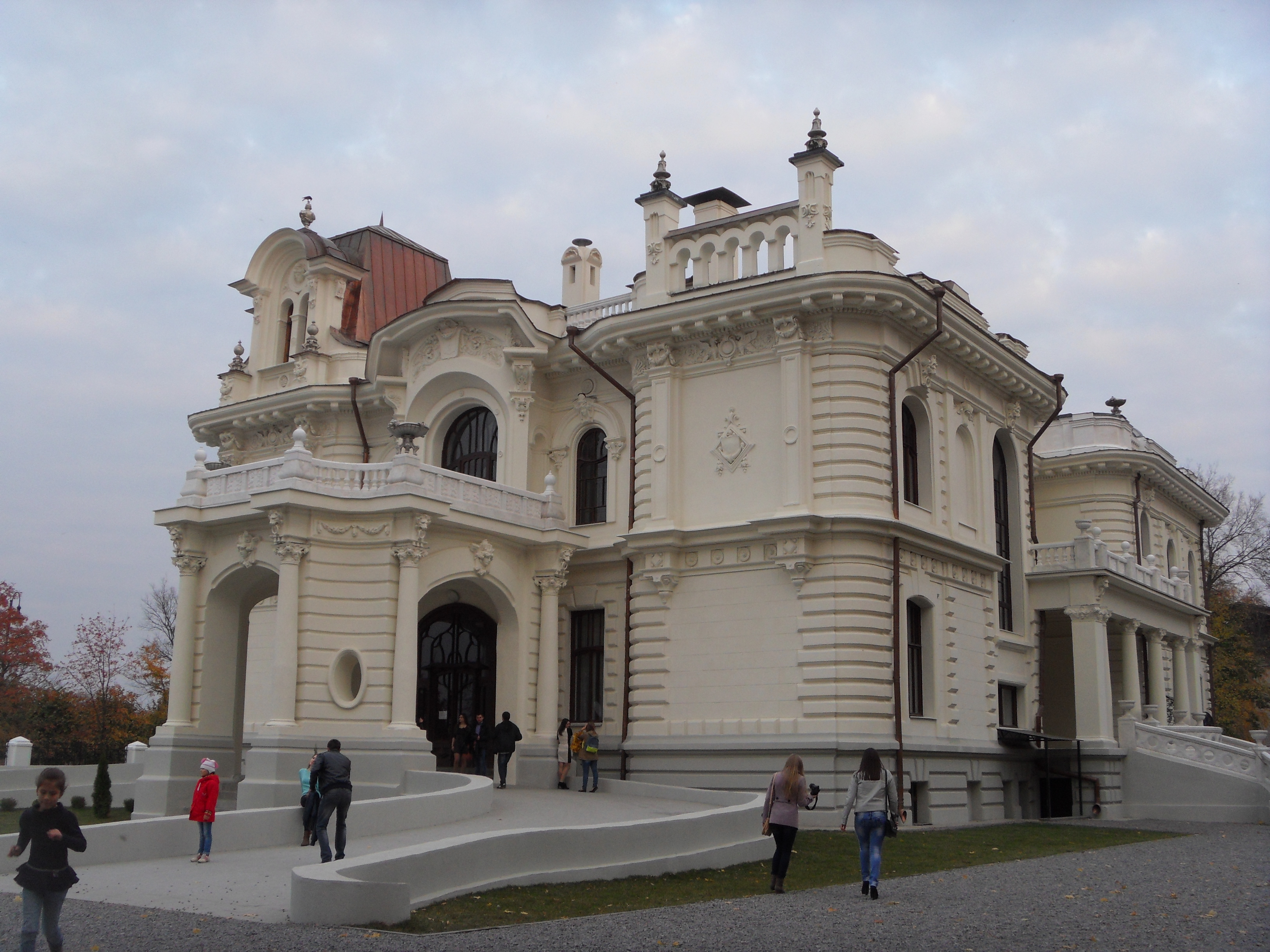
Л.М. Кекушев. Житловий будинок фабриканта Асєєва, Тамбов, стан після реставрації, фото 2014 р.
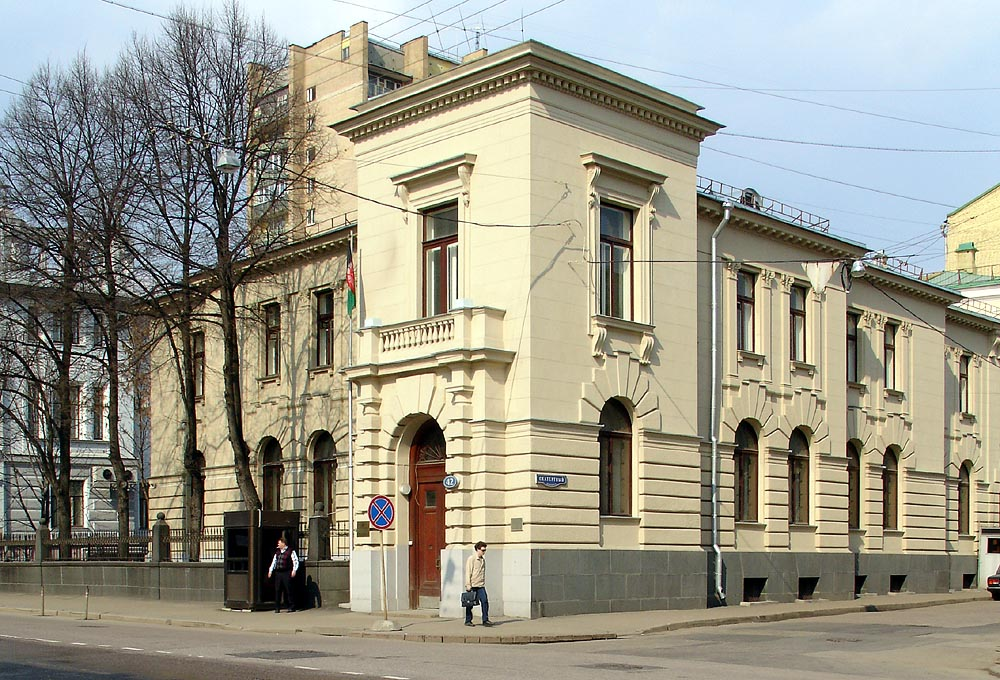
Л.М. Кекушев. Колишній будинок Понізовського (переданий під посольство Афганістану), фото 2007 р.